# John Stainton
John Stainton is een Australische film- en televisieregisseur. Hij was een goede vriend van de in september 2006 overleden presentator van documentaires over wilde dieren Steve Irwin. Stainton maakte onder andere de documentairefilms van Irwin zoals de bekende "The Crocodile Hunter".

## Tv-series en films
- Confessions of the Crocodile Hunter
- Tigers of Shark Bay
- Crocs in the City
- Search for a Super Croc
- Ice Breaker
- Island of Snakes
- The Crocodile Hunter: Collision Course
- The Crocodile Hunter Diaries
- The Crocodile Hunter's Croc Files
- The Crocodile Hunter